# 湯繼文
湯繼文（1480年—？），字引之，直隸蘇州府常熟縣人，軍籍，明朝政治人物。

## 生平
弘治十七年（1504年）甲子科應天府鄉試第一百十六名舉人。正德六年（1511年）中式辛未科會試第八十八名，登第二甲第二十六名進士。十五年十一月由南京兵部郎中升福建布政司参议。

## 家族
曾祖湯師德，贈刑部主事；祖父湯琛，曾任按察司僉事；父湯麟，母陳氏。重庆下。